# Gerda Gefle

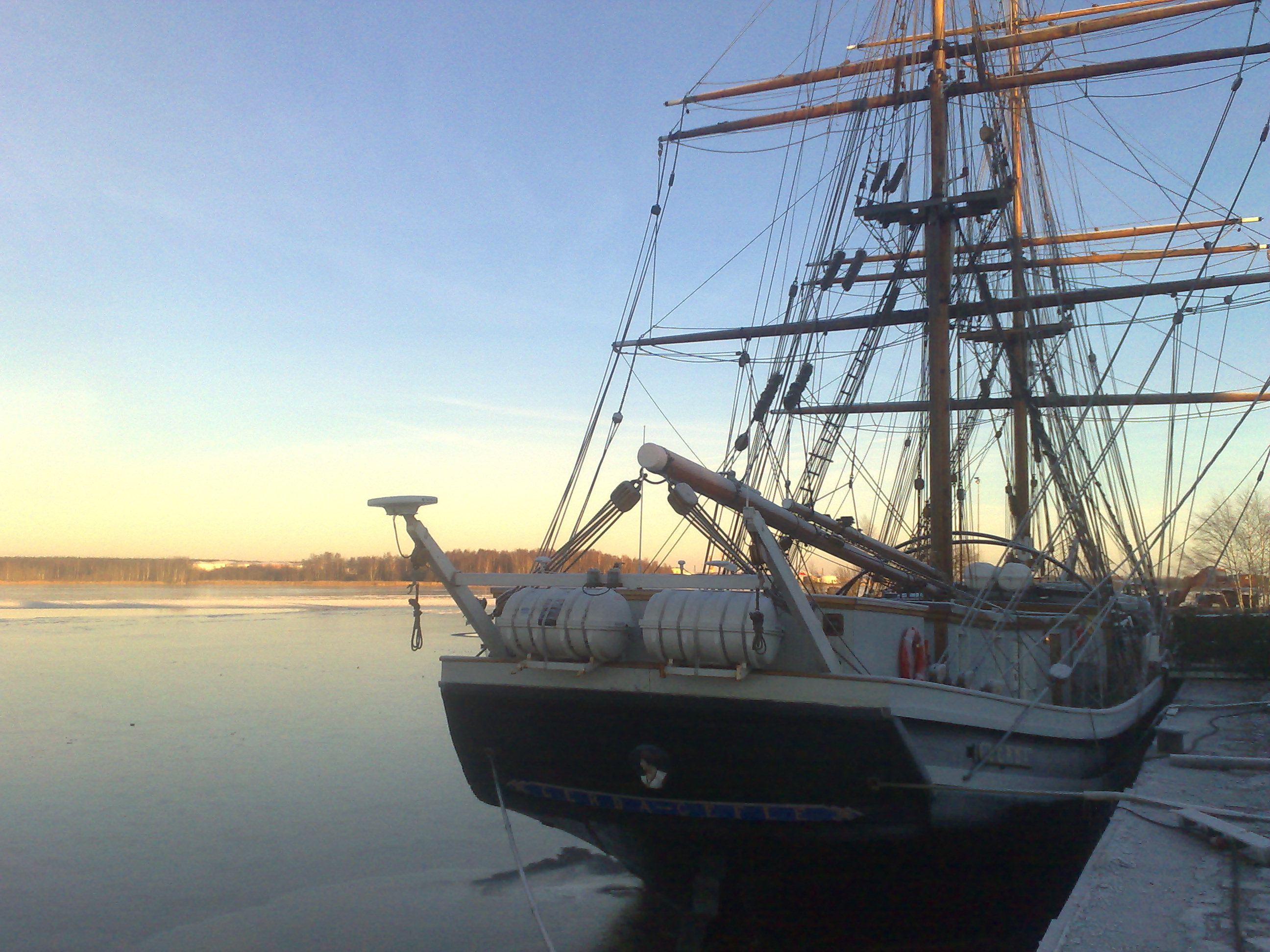
Gerda Gefle på Gerdavarvet 2007

Gerda Gefle är en brigg som byggdes vid Gerdavarvet i Gävle med briggen Gerda från 1868 som förebild. Kölen sträcktes 1995 och efter sjösättning 2000, provsegling 2005 genomförde Gerda sin första säsong med passagerare 2006.
Gerda Gefle är till det yttre mycket lik sin föregångare både vad beträffar rigg och däck, men har en bekvämare inredning som är anpassad för Gerdas roll som traditionsfartyg. Salongen är handikappanpassad och har plats for ett 60-tal passagerare under dagturer. För längre resor har fartyget 36 kojplatser.

## Historik
Hösten 1993 bildades en ideell förening i Gävle med målsättningen att bygga en ny Gerda i full skala. Projektet var inte bara ett försök att återuppbygga Briggen Gerda utan också att försöka ta vara på kunskaper som höll på att försvinna, att utbilda nya besättningsmän till segelfartyg och att ge meningsfullt arbete till arbetslösa. Gerdavarvet, som det kom att kallas, har en smedja som gjorde allt smide som behövdes, till exempel timmerspik och ankarspelet. Totalt framställdes 23 ton smide till projektet. En snickarverkstad byggdes också i anslutning där alla trädetaljer och snide tillverkades. Den 9 juni 2000 sjösattes nya Briggen Gerda från Gerdavarvet. Det tog 13 år för Gerda att bli färdig och börja gå med passagerare.
1 juni 2010 sålde konkursförvaltaren briggen till nya ägare, efter det att föreningen gått i konkurs och den 17 juni 2010 lämnade briggen hamnen i Gävle för att repareras av den nya ägaren i Stockholm. Briggens nya hemmahamn var i Finland med den nya ägaren Fregatti Oy Fartygets kajplats var vid Vedkajen, nära Uspenskijkatedralen i Helsingfors. Fartyget skolade upp folk att segla med råtacklade fartyg och gjorde kryssningar på Finska viken.
Hösten 2015 såldes Gerda till turistföretagaren Riku Räsänen med företaget RPR Production i Raumo. Fartyget är registrerat för inrikes fart med 115 personer.  I september 2023 sjönk fartyget vid hamnen i Raumo efter att en vattenledning i maskinrummet sprungit läck. Efter detta bestämdes att den skulle huggas upp.

## Anna
Eftersom Gerdavarvet efter projektet stod tomt beslutade föreningen att bygga upp Gävles sista fiskeskuta, haxen Anna. Föreningen bestämde också att de skulle utöka verksamheten med fartygsreparationer.
Haxen Anna byggdes dock aldrig.